# Afrobeats
Afrobeats, koji se ne smije brkati s afrobeatom ili afroswingom, krovni je pojam za opisivanje popularne glazbe iz zapadne Afrike i dijaspore koja se prvobitno razvila u Nigeriji, Gani i Ujedinjenom Kraljevstvu. Afrobeats sam po sebi nije stil, već deskriptor za spoj zvukova koji izviru iz Nigerije i Gane.
Pripadaju mu žanrovi kao što su hiplife, jùjú, highlife, azonto i naija-ritmovi. Afrobeats se prvenstveno proizvodi u Lagosu, Accri i Londonu. Povjesničar i kulturni kritičar Paul Gilroy smatra da je promjena londonske glazbene scene posljedica demografskih promjena.